# Parque del Cincuentenario
El Parque del Cincuentenario o el Parque del Jubileo (en francés: Parc du Cinquantenaire; en neerlandés: Jubelpark) es un gran parque urbano público, de 30 hectáreas en la parte más oriental del barrio europeo de Bruselas, en Bélgica.
La mayoría de los edificios del complejo en forma de U que dominan el parque fueron comisionados por el gobierno belga en el marco del patrocinio del rey Leopoldo II por la Exposición Nacional de 1880 que conmemoraba el quincuagésimo aniversario de la independencia de Bélgica, y de sucesivas exposiciones que estuvieron en la misma zona, sustituyendo anteriores construcciones. El actual arco de triunfo fue erigido en 1905 reemplazando una versión temporal anterior de Gédéon Bordiau. Las estructuras fueron construidas en hierro, vidrio y piedra, que simbolizan el rendimiento económico e industrial de Bélgica.

## Edificios
- Los palacios del Cincuentenario
  - El ala norte está ocupada por el Real Museo de las Fuerzas Armadas y de la Historia Militar
  - La halle noreste, por la Sección de aviación del Real Museo de las Fuerzas Armadas e Historia Militar.
  - El ala sur está ocupada por los Museos Reales de Bellas Artes de Bélgica y el taller de moldeo, que perpetúa de manera artesanal las técnicas de reproducción de obras antiguas.
  - La halle sureste está ocupada por el Autoworld, museo del automóvil.
- El Real Instituto de Patrimonio Artístico, avenida de la Renaissance
- La Gran Mezquita y el Centro Islámico, inaugurados en 1978, en la esquina noroeste. El edificio original, construido con motivo de la exposición nacional de 1880 por el arquitecto Ernest Van Humbeek en estilo árabizante, contenía un fresco monumental, el  Panorama du Caire. Abandonado luego, el edificio fue ofrecido en 1967 por el rey Balduino al rey Faisal de Arabia Saudita que lo hizo transformar y restaurar a su costo por el arquitecto  tunecino Mongi Boubaker.
- El Pabellón de las pasiones humanas, uno de los primeros edificios de Victor Horta, construido en 1899 en un estilo clásico para albergar el bajo relieve monumental del escultor  Jef Lambeaux Les passions humaines 1886,  que evoca los placeres y las desgracias de la humanidad . Tres días después de la apertura, el trabajo, demasiado atrevido para la época, que representa cuerpos entrelazados causó un verdadero escándalo moral. La entrada al pabellón detrás de las columnas de la fachada está amurallada y cerrada por una puerta de metal y permanecerá durante mucho tiempo.

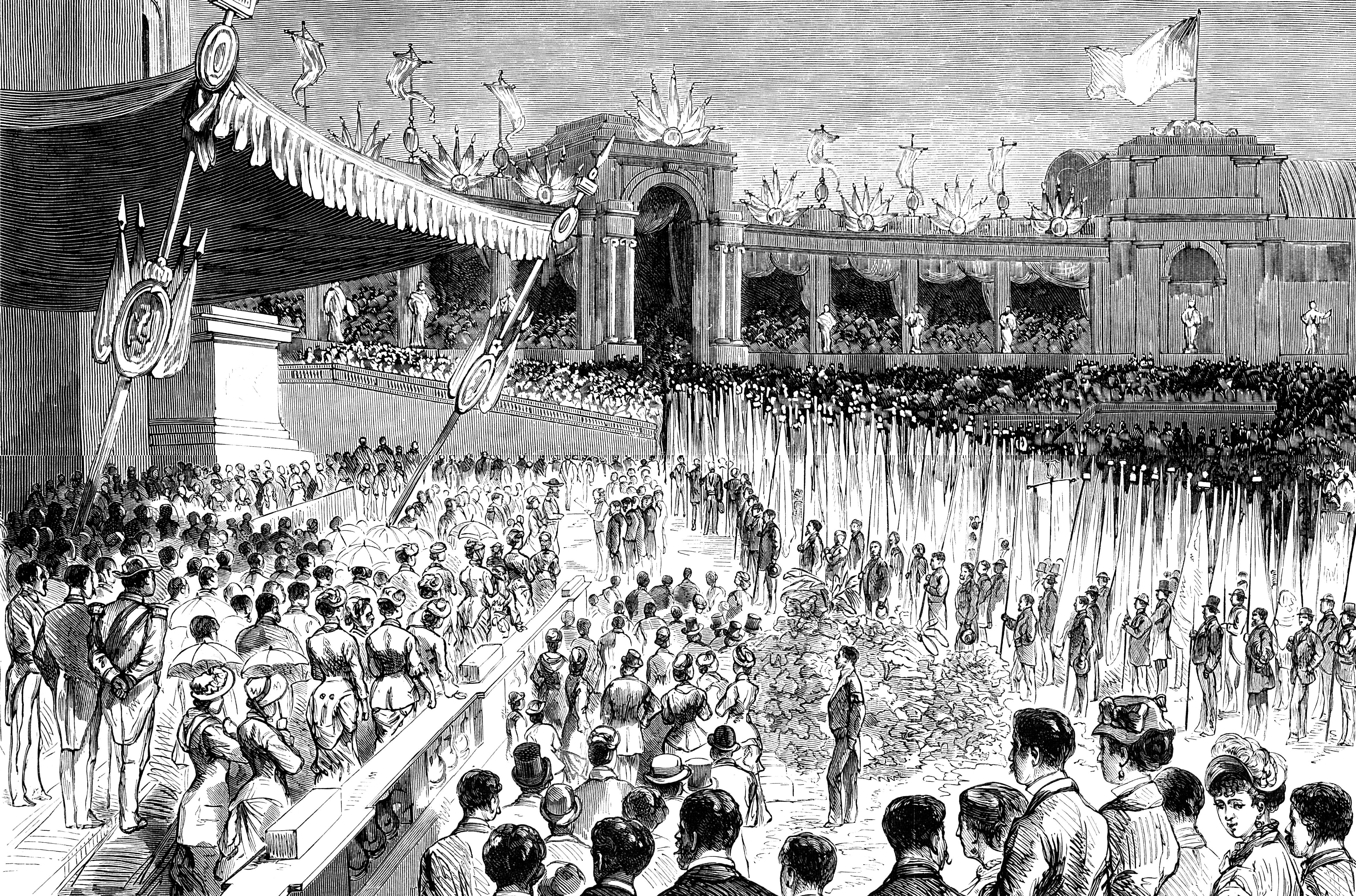
El festival patriótico del 50.º de la independencia belga, 16 de agosto de 1880
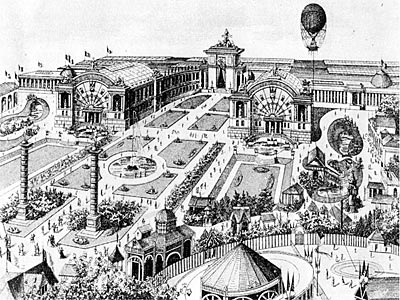
La inauguración del Parque en la Exposición Nacional de 1880. Obsérvese el sustituto del arco, el ala Bordiau, al sur, intacta, las columnas de Quenast y la fuente delantera
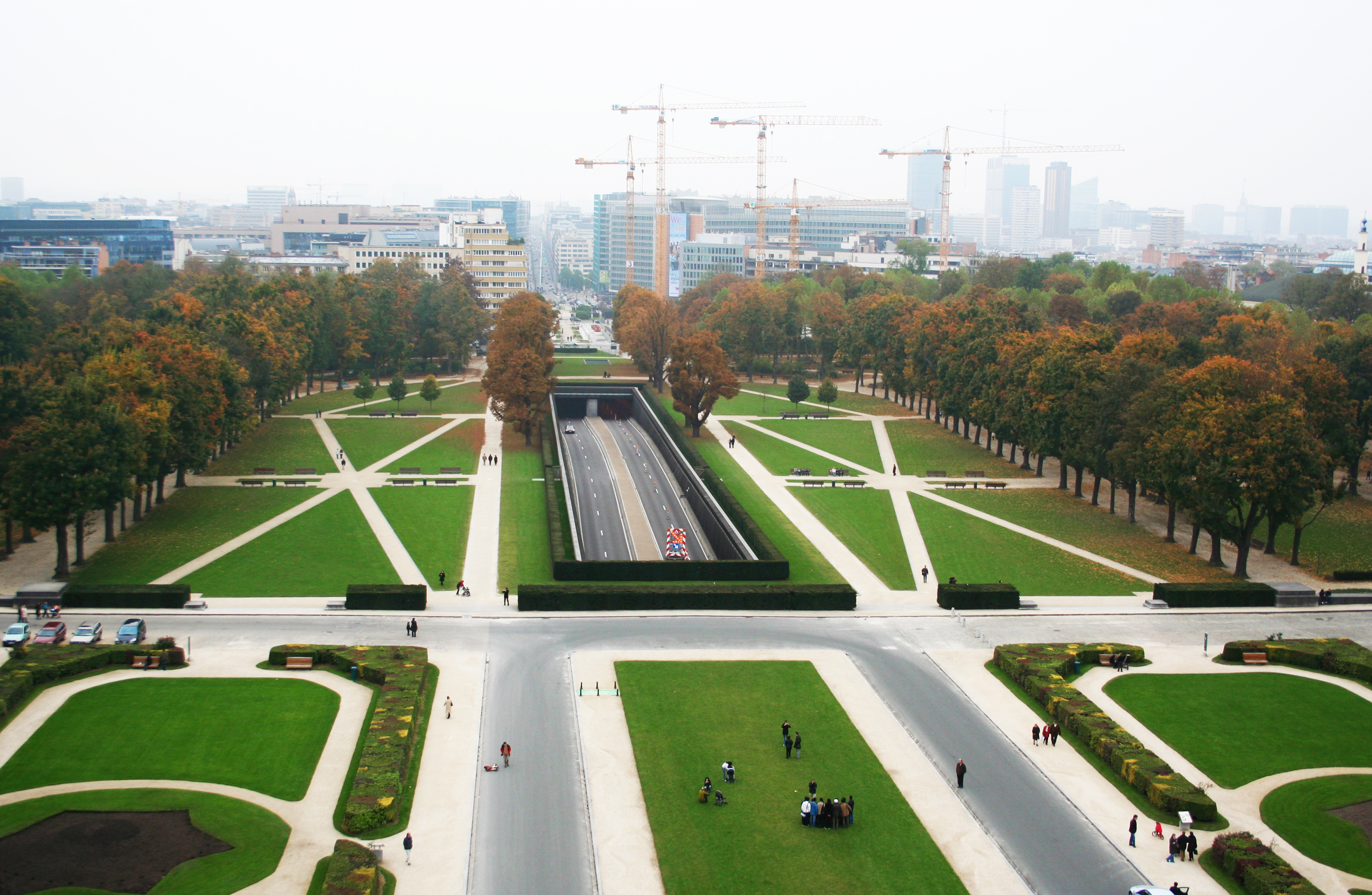
La explanada frente al Arco. (hay planes para cubrir el Túnel Belliard)

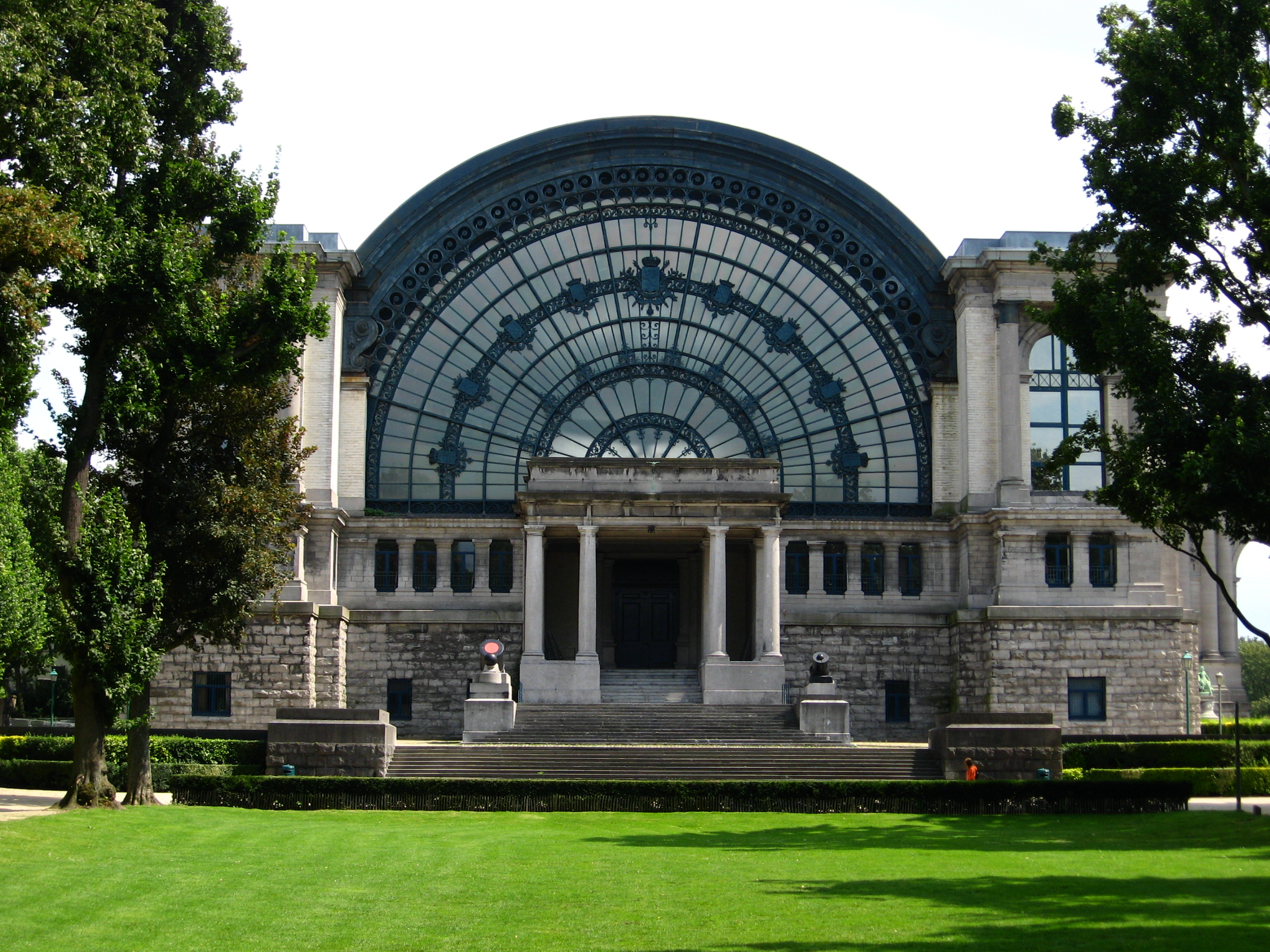
Entrada
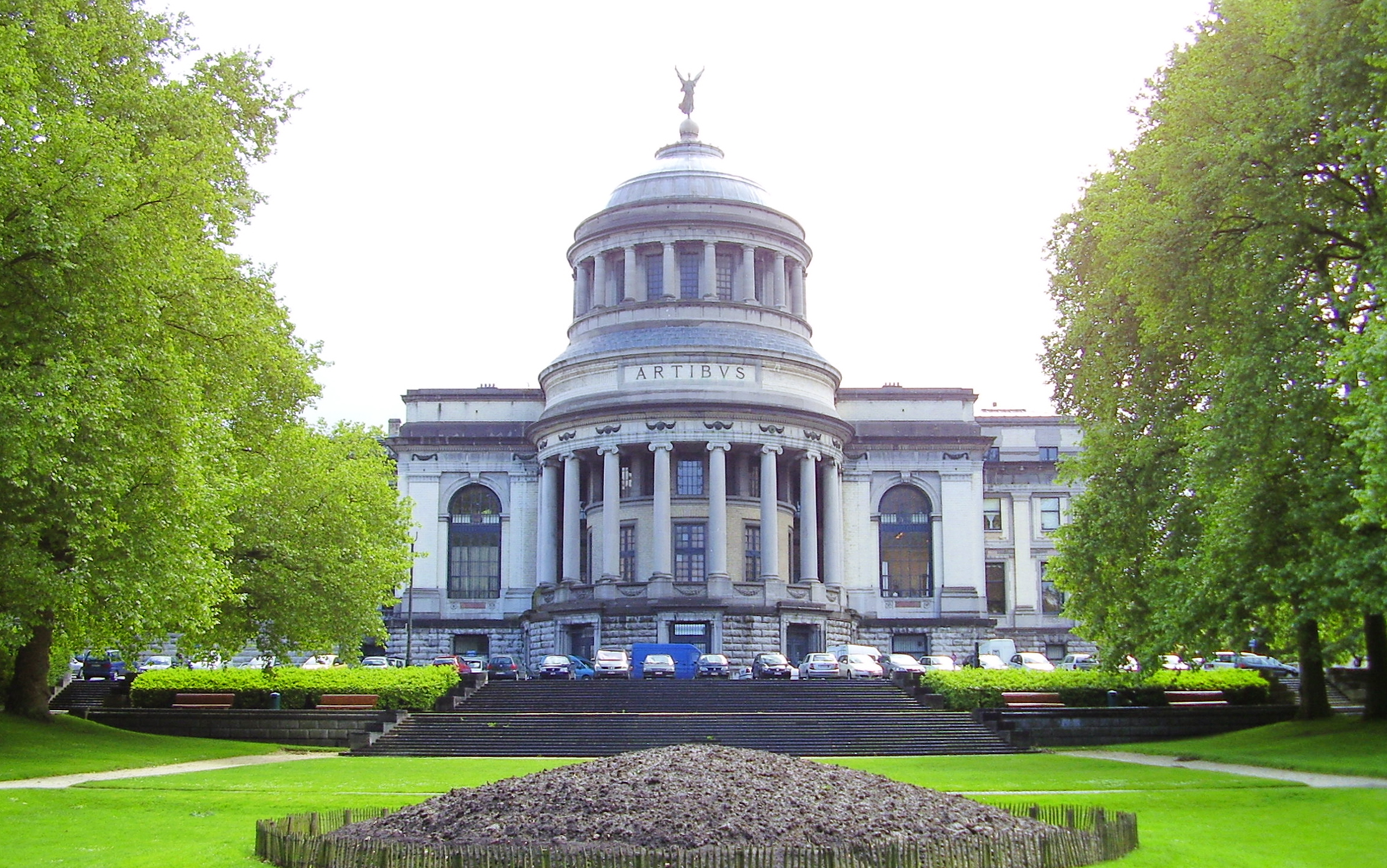
La cúpula del museo de arte en la parte suroeste
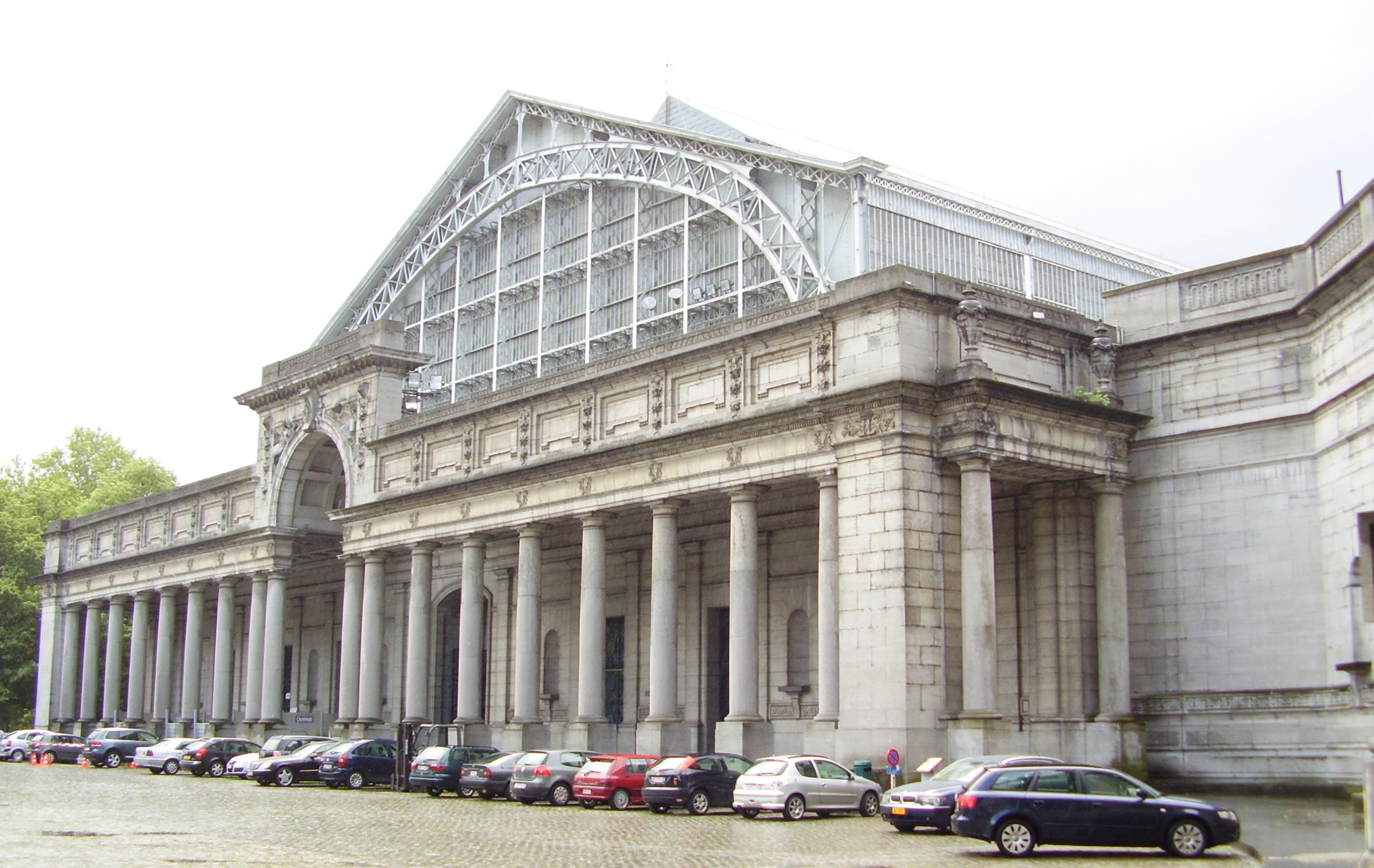
Entrada al Palais Mondial (South Hall), que alberga el AutoWorld
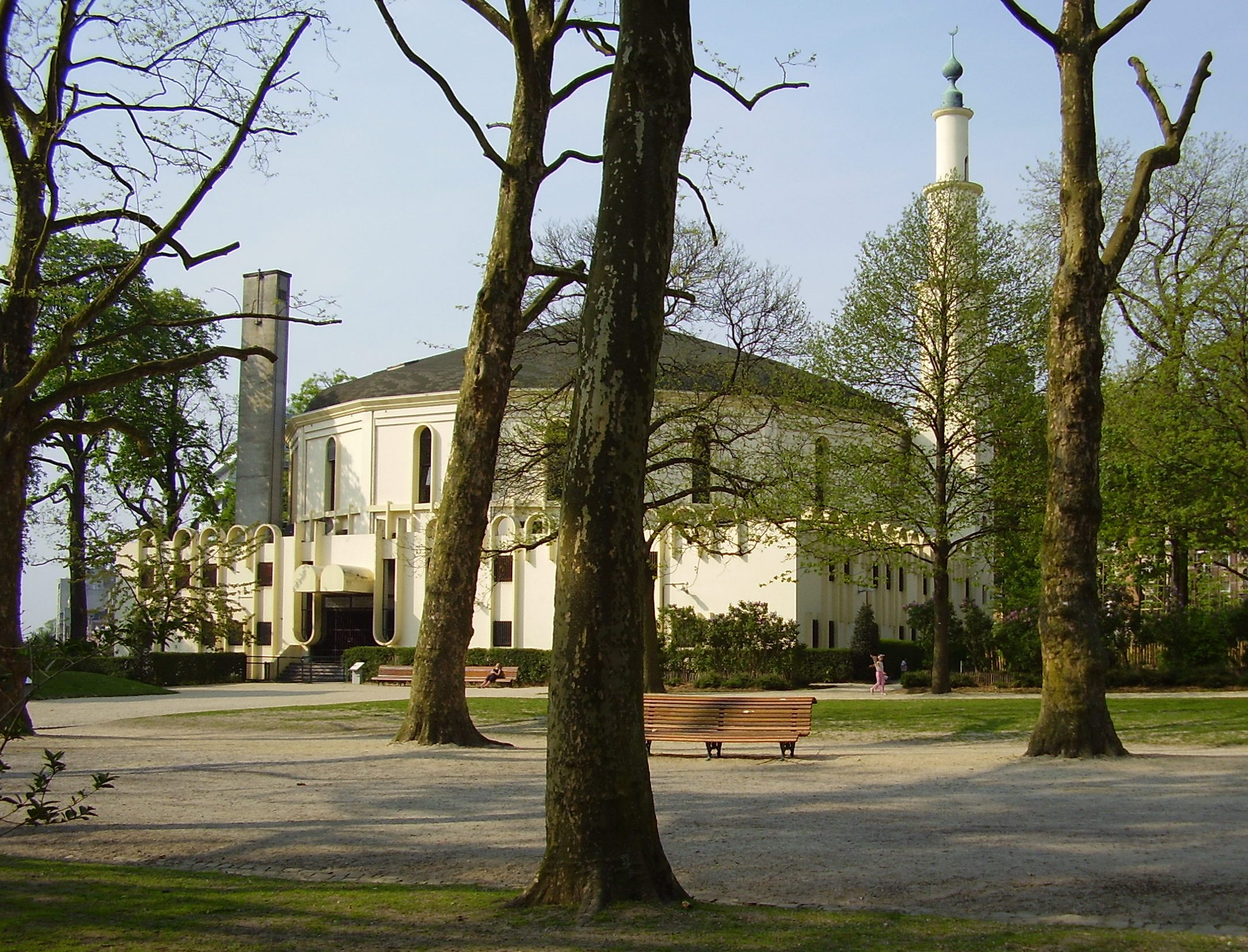
La Gran Mezquita

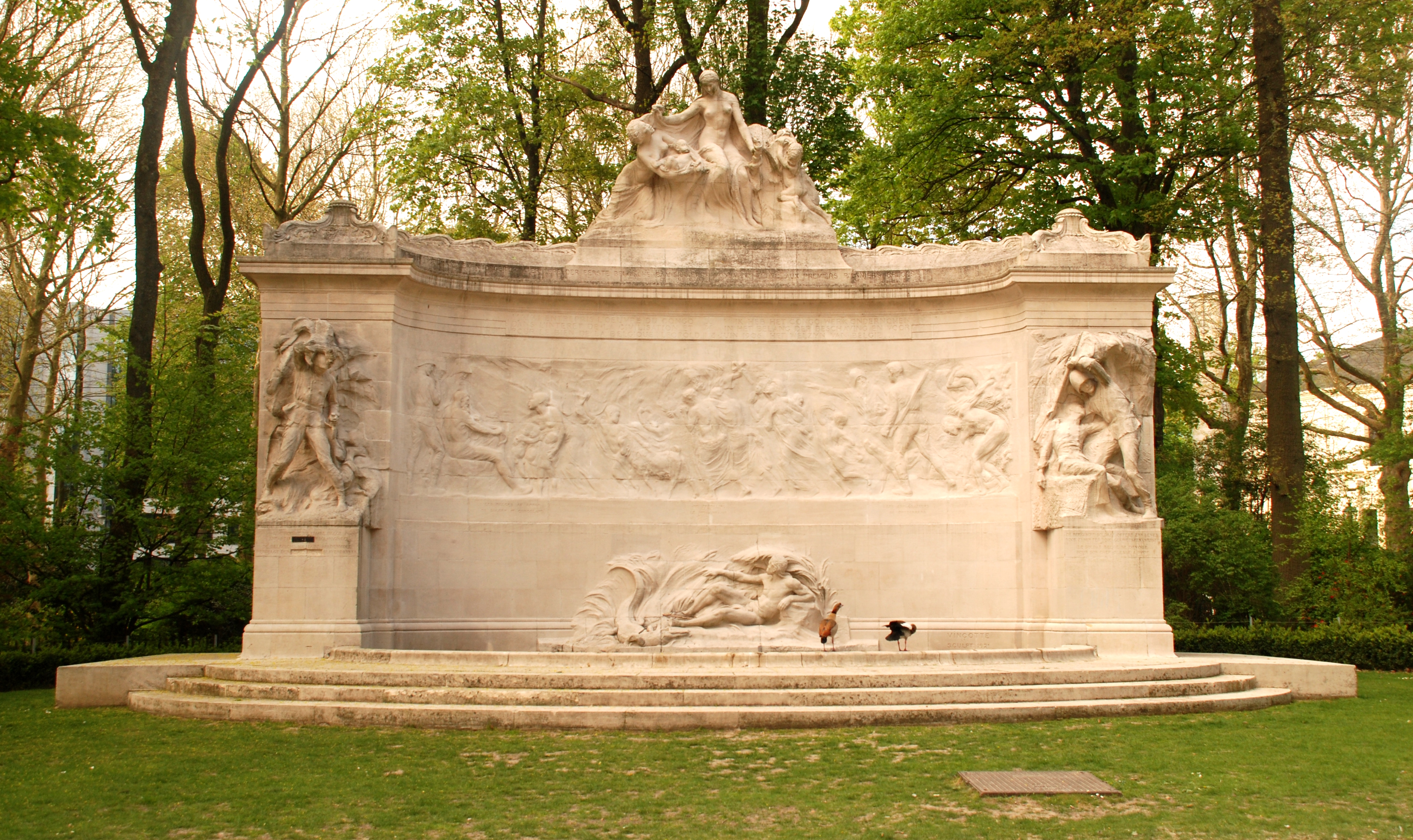
Los pioneros belgas en el Congo (estado actual del monumento)
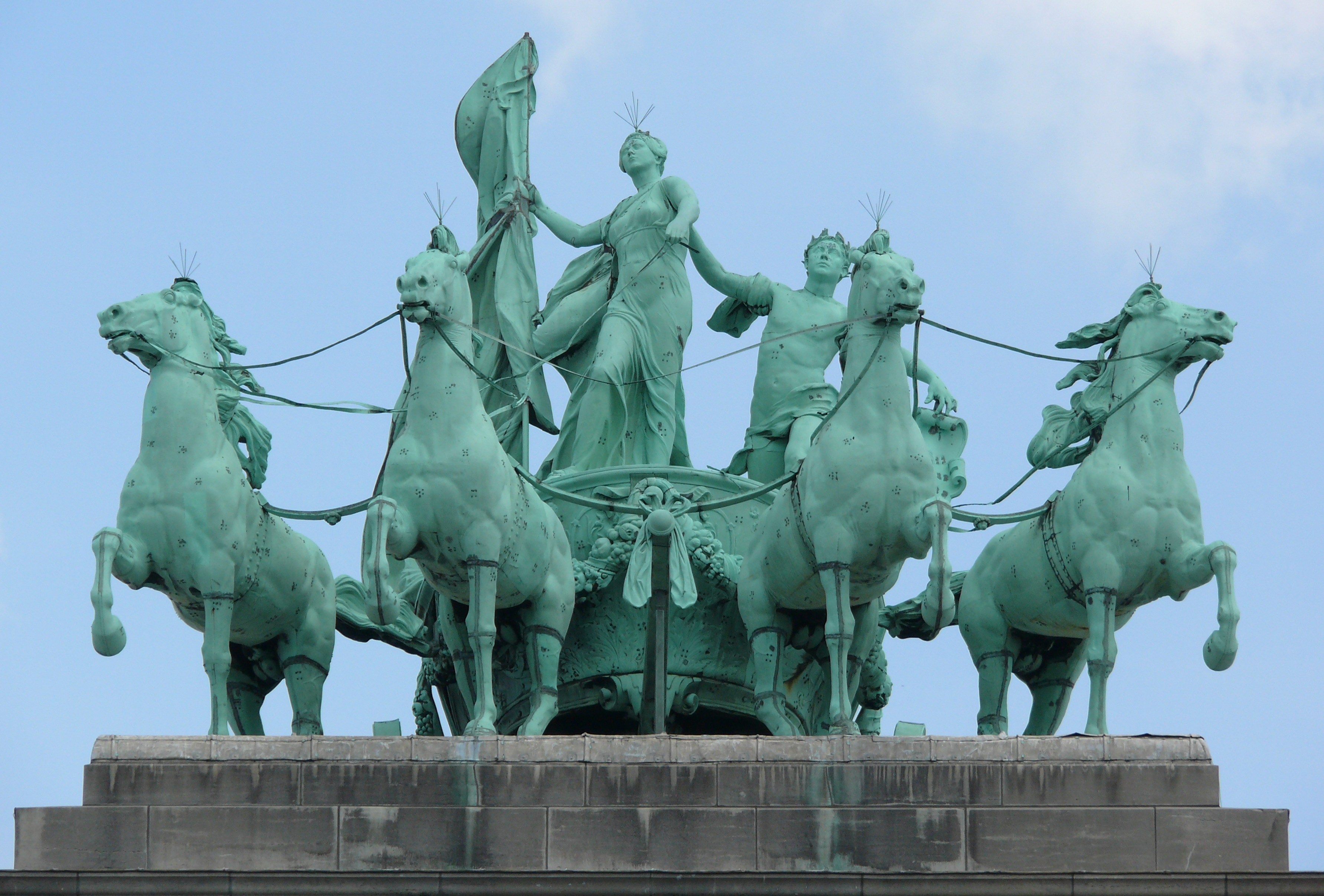
Cuadriga «Le Brabant élevant le drapeau national»
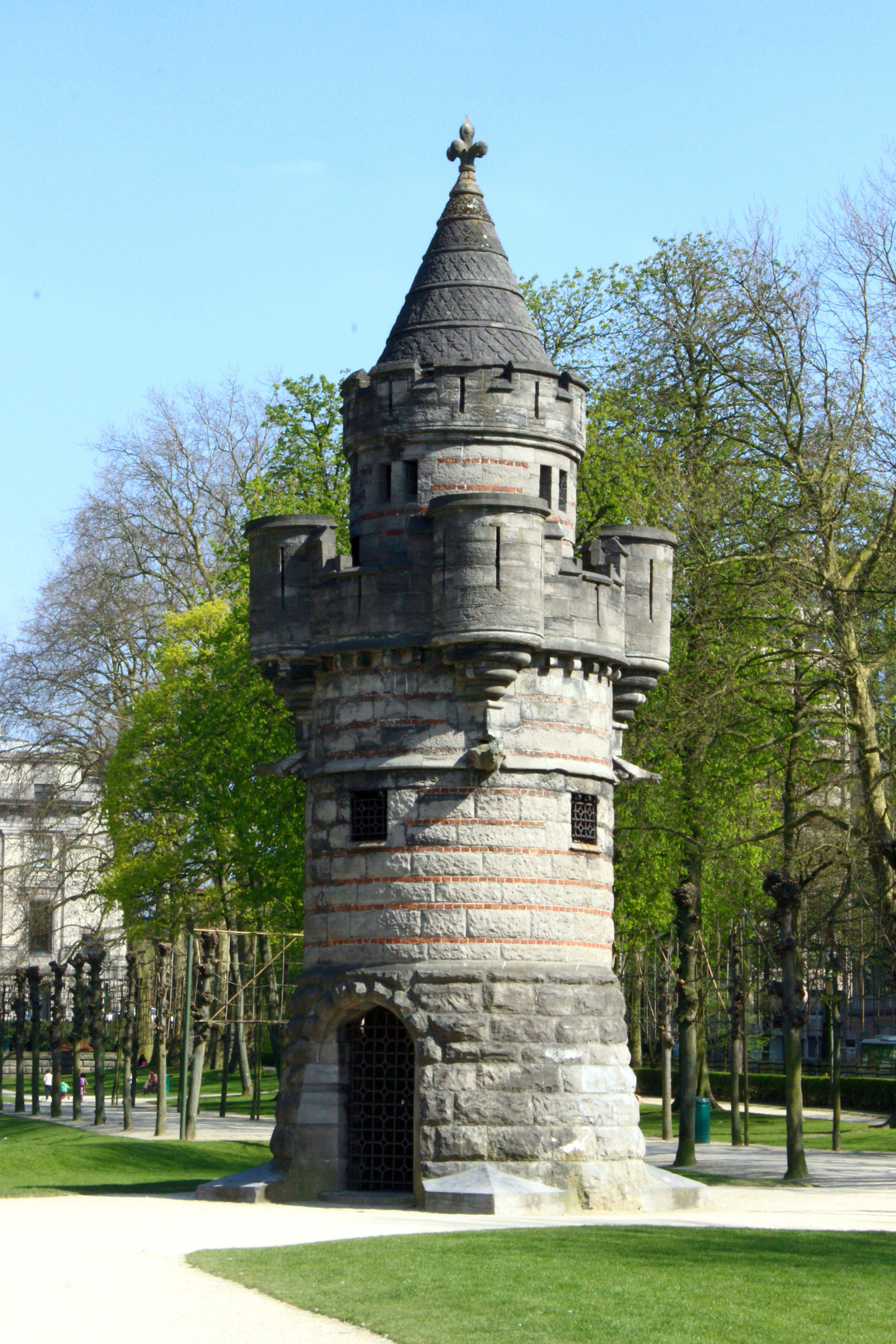
Torre Beyaert
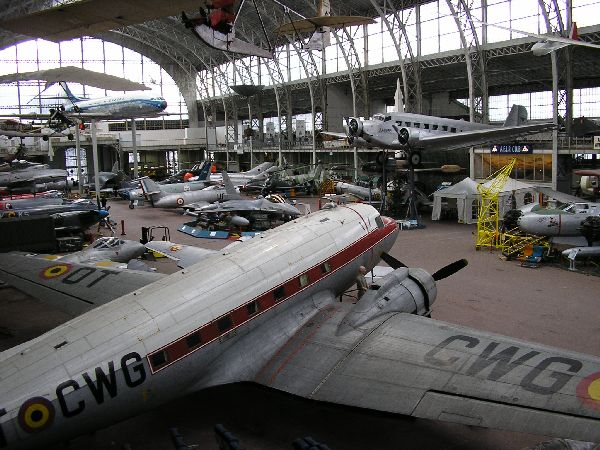
The aviation section in the North Hall